# Leptodesmus catharinensis
Leptodesmus catharinensis är en mångfotingart som beskrevs av Henri W. Brölemann 1929. Leptodesmus catharinensis ingår i släktet Leptodesmus och familjen Chelodesmidae. Inga underarter finns listade i Catalogue of Life.